# Wismar
Wismar é  uma cidade da Alemanha localizada no estado de Mecklemburgo-Pomerânia Ocidental.
Wismar é uma cidade independente (Kreisfreie Städte) ou distrito urbano (Stadtkreis), ou seja, possui estatuto de distrito (kreis).
Possui um ar sueco, nos vestidos, insígnias e tradições pois foi conquistada pelos suecos na Guerra dos Trinta Anos, e permaneceu sob tutela sueca até 1903. Era originário daqui um dos conspiradores do assassinato de Gustavo III da Suécia num baile de máscaras (1792). Verdi usou este assunto para a sua ópera 'Un ballo in maschera', só que a censura obrigou-o a situar a acção em Boston.

## Património
- Praça principal, com uma fonte-santuário renascentista
- Alte Schwede (velho sueco), uma das casas burguesas com mais história
- Três igrejas que parecem catedrais